# San Silvestro al Quirinale
San Silvestro al Quirinale är en kyrkobyggnad i Rom, helgad åt den helige påven Silvester I. Kyrkan är belägen i Rione Trevi. "Quirinale" syftar på Quirinalen, en av Roms sju kullar. Kyrkan San Silvestro al Quirinale tillhör församlingen Santi XII Apostoli.

## Kyrkans historia
Kyrkans ursprung är inte känt, men den uppfördes förmodligen under 900- eller 1000-talet.
Påve Julius II gav 1507 kyrkan åt dominikaner från Florens. Omkring 1524 byggde de om kyrkan och uppförde ett kloster. Redan 1540 övergick kyrkan i kardinal Guido Ascanio Sforza di Santa Fioras personliga ansvar. Femton år senare förlänades den av påve Paulus IV till Teatinorden. Teatinerna lät 1584 bygga om kyrkans högkor och konstruera det nuvarande innertaket. Samma år konsekrerades högaltaret av biskop Thomas Goldwell, som 1561 hade blivit utnämnd till superior för teatinerna vid San Silvestro. Teatinerna använde klostret som sitt novitiatshus, medan moderhuset är beläget vid Sant'Andrea della Valle.
Clemens VIII gjorde 1592 det närbelägna Palazzo del Quirinale till påvligt sommarresidens. Vid konklaverna utgick kardinalernas procession från San Silvestro al Quirinale. Konklaven hölls därefter i Cappella Paolina i Palazzo del Quirinale.
I början av år 1798 ockuperade fransmännen Rom och utropade en republik. Klostret stängdes, men det uppläts 1801 åt Societa della Fede di Gesù, som hade grundats av Niccolò Paccanari (1786–1811) för att samla medlemmar ur den 1773 förbjudna Jesuitorden. Efter det att Napoleon hade tvingats att abdikera 1814 överläts kyrkan och klostret åt Lazaristorden.
År 1873 exproprierades klostret av de italienska myndigheterna och användes för en tid som kasern. Lazaristerna tilläts behålla kyrkan, men myndigheterna meddelade att gatan utanför kyrkan skulle breddas. Arkitekten Andrea Busiri Vici fick i uppdrag att riva fasaden och de första sidokapellen på höger och vänster hand och rita en ny fasad. Samtidigt pågick arbeten med att sänka gatunivån vid Quirinalen och detta resulterade i att kyrkan är belägen åtskilliga meter högre upp än den fasad som byggdes 1879. Fasadens port leder alltså inte in till kyrkan, utan besökaren får gå in genom dörren till vänster om fasaden. Därifrån når man själva kyrkan via trappor.
Kyrkan restaurerades 1946 och klostret 1962.

### Cappella Bandini (Cappella dell'Assunta)
Kyrkans vänstra tvärskepp utgör vestibul till Bandini-kapellet, som är helgat åt Jungfru Marie himmelsfärd. Kapellet, som byggdes på uppdrag av Pier Antonio Bandini och Cassandra Cavalcanti, ritades av Ottaviano Mascherino och kröns av en kupol. Det uppfördes mellan 1580 och 1585 och är rikt utsmyckat. Kapellets fyra avfasade hörn har nischer med skulpturer: Johannes Evangelisten och Maria Magdalena av Alessandro Algardi samt Marta och Josef, förmodligen av Francesco Mochi. Kapellets pendentiv har tondi av Domenichino: David dansar framför förbundsarken, Judit med Holofernes huvud, Ester svimmar inför Ahasverus och Salomo och Batseba. Altarmålningen framställer Jungfru Marie himmelsfärd och är ett verk av Scipione Pulzone. I kapellet finns gravmonumenten över Pier Antonio Bandini och Cassandra Cavalcanti samt kardinal Ottavio Bandini. Den sistnämndes byst skulpterades av Giuliano Finelli.
Genom vänster tvärskepp nås en liten terrass. Här fanns tidigare ett oratorium; dess manieristiska fasad har en relief som gestaltar Kristi gravläggning.

## Konstverk i urval
- Avanzino Nucci: Påven Silvester döper Konstantin (omkring 1610)
- Avanzino Nucci: Gud den evige Fadern
- Giacinto Gimignani: Den helige Pius V och kardinal Antonio Carafa vördar Madonna della Catena (1646)[b]
- Cesare Nebbia: Jungfru Marie födelse
- Cesare Nebbia: Jungfru Marie frambärande i templet
- Anonymus: Heliga Cecilia
- Anonymus: Heliga Katarina av Alexandria
- Antonino Alberti: Helige Gaetano av Thiene och helige Andrea Avellino (1630)
- Matteo Zaccolini: Konstantin sökande efter den helige Silvester på berget Soracte (omkring 1602)
- Alessandro Algardi: Helige Johannes Evangelisten
- Alessandro Algardi: Heliga Maria Magdalena
- Francesco Mochi (attribuering): Heliga Marta
- Francesco Mochi (attribuering): Helige Josef
- Domenichino: David dansar framför förbundsarken
- Domenichino: Judit med Holofernes huvud
- Domenichino: Ester svimmar inför Ahasverus
- Domenichino: Salomo och Batseba
- Scipione Pulzone: Jungfru Marie himmelsfärd
- Giuliano Finelli: Byst föreställande kardinal Ottavio Bandini
- Jacopo Zucchi: Jesu omskärelse
- Jacopo Zucchi: Konungarnas tillbedjan
- Marcello Venusti: Jesu födelse
- Raffaellino da Reggio: Den helige Josefs dröm
- Raffaelino da Reggio: Barnamorden i Betlehem
- Polidoro da Caravaggio och Maturino da Firenze: Scener ur den heliga Maria Magdalenas liv
- Polidoro da Caravaggio och Maturino da Firenze: Scener ur den heliga Katarinas av Siena liv
- Cavalier d'Arpino: Den helige Stefanos förhärligande
- Cavalier d'Arpino: Den helige Stefanos martyrium
- Cavalier d'Arpino: Den helige Stefanos predikar
- Luigi Fontana: Kristi dop (relief; 1870-talet)

## Bilder

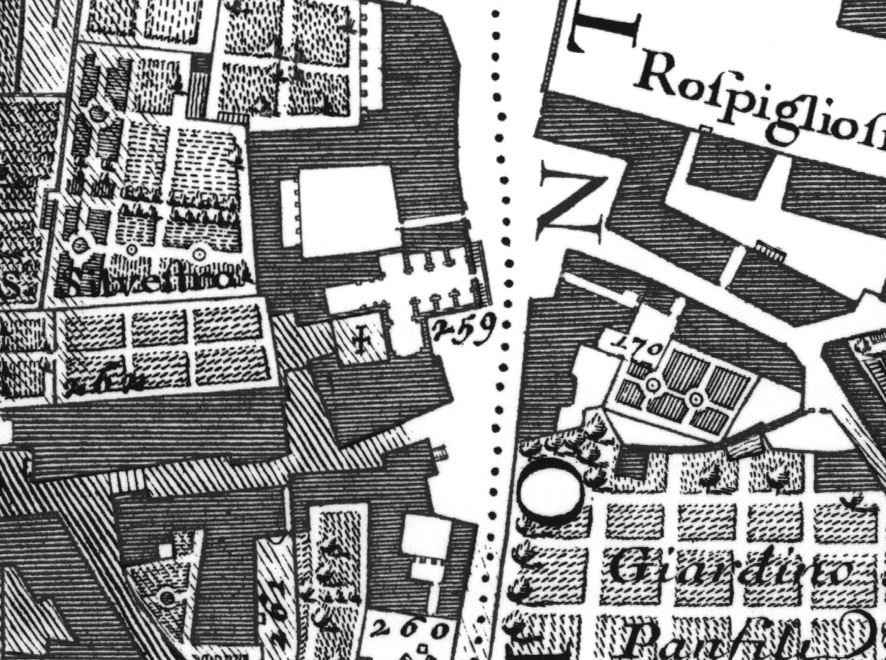
San Silvestro al Quirinale (nummer 259) på Giovanni Battista Nollis Rom-karta från 1748.
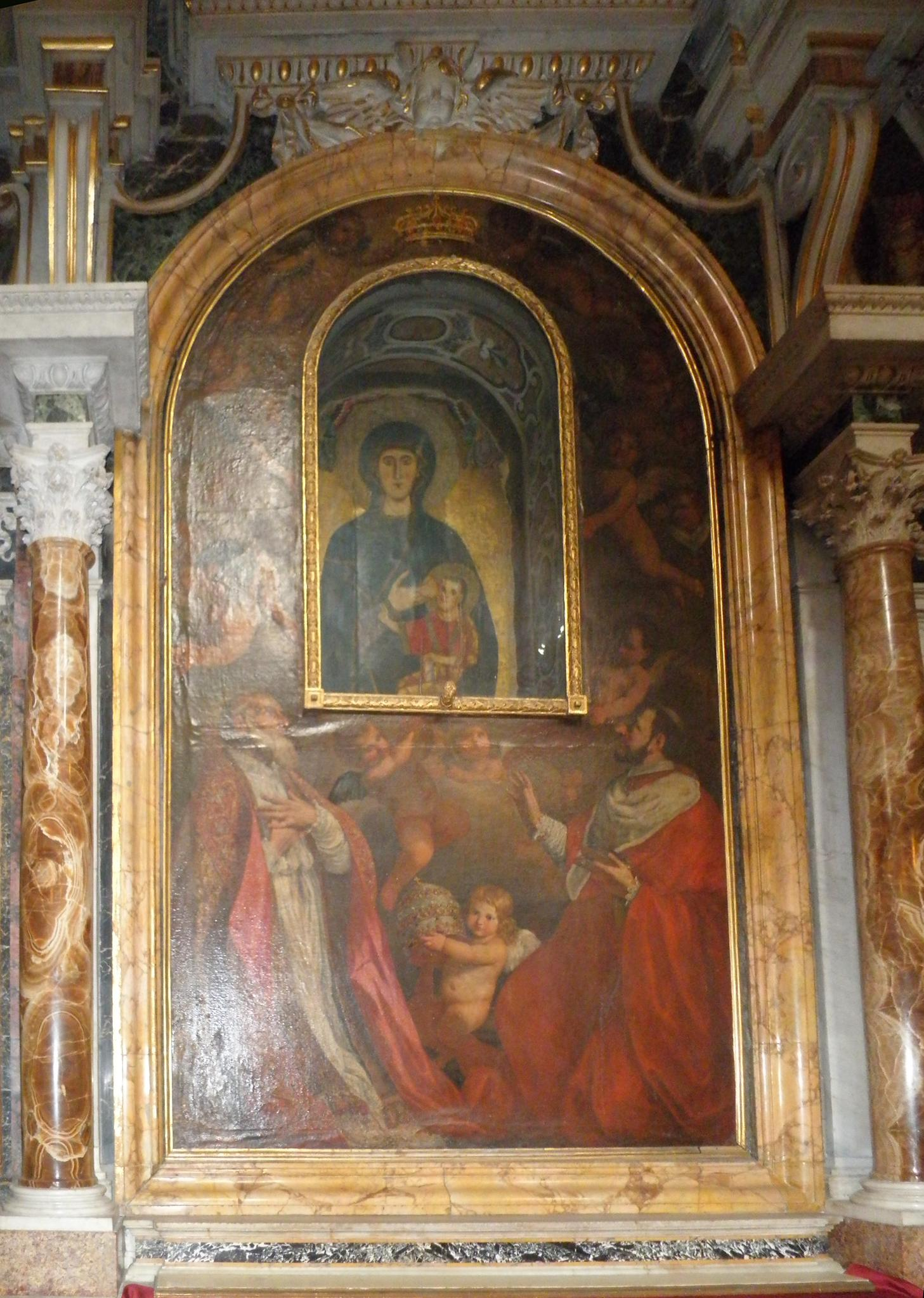
Den helige Pius V och kardinal Antonio Carafa vördar Madonna della Catena av Giacinto Gimignani.
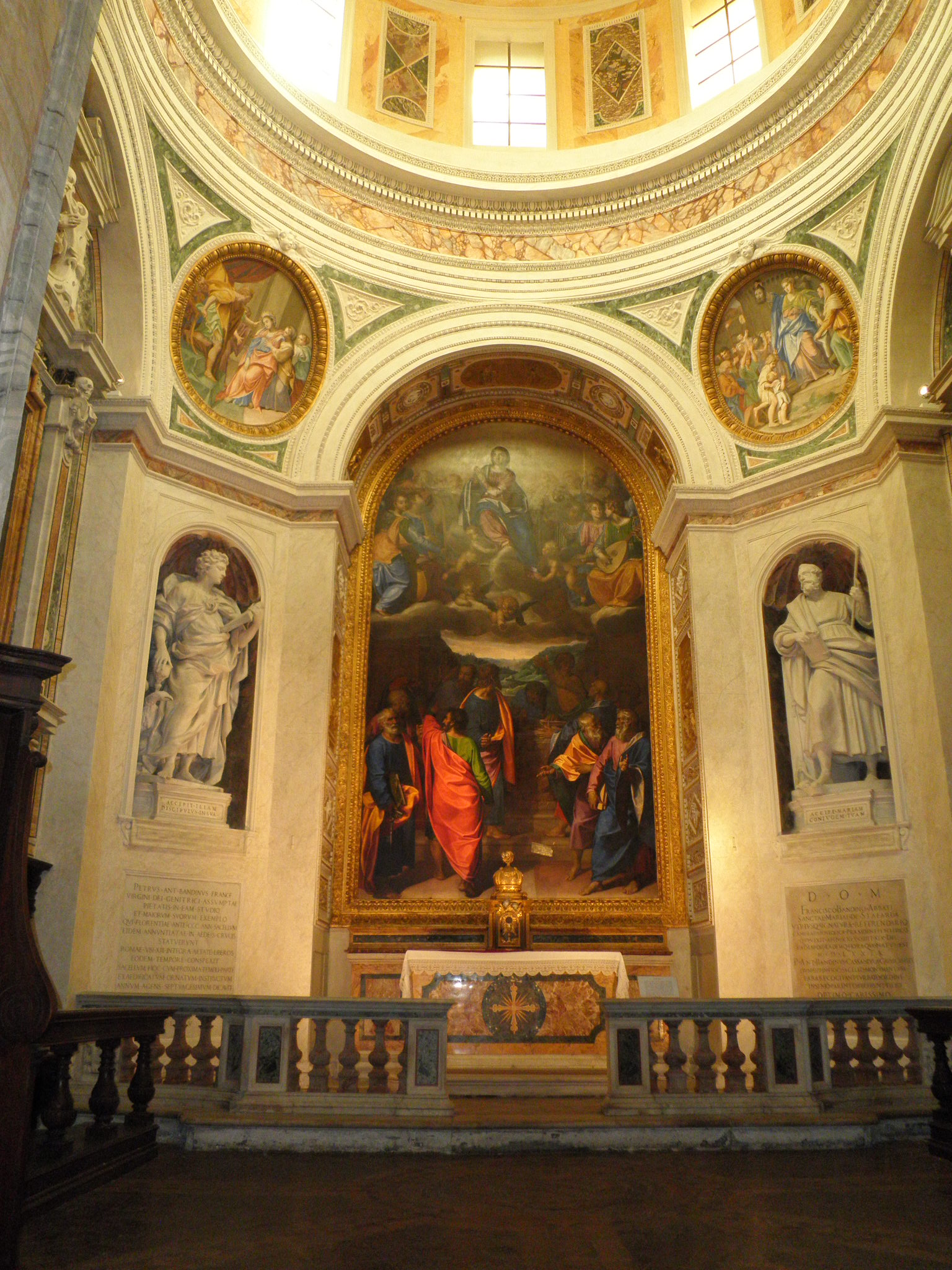
Cappella Bandini.
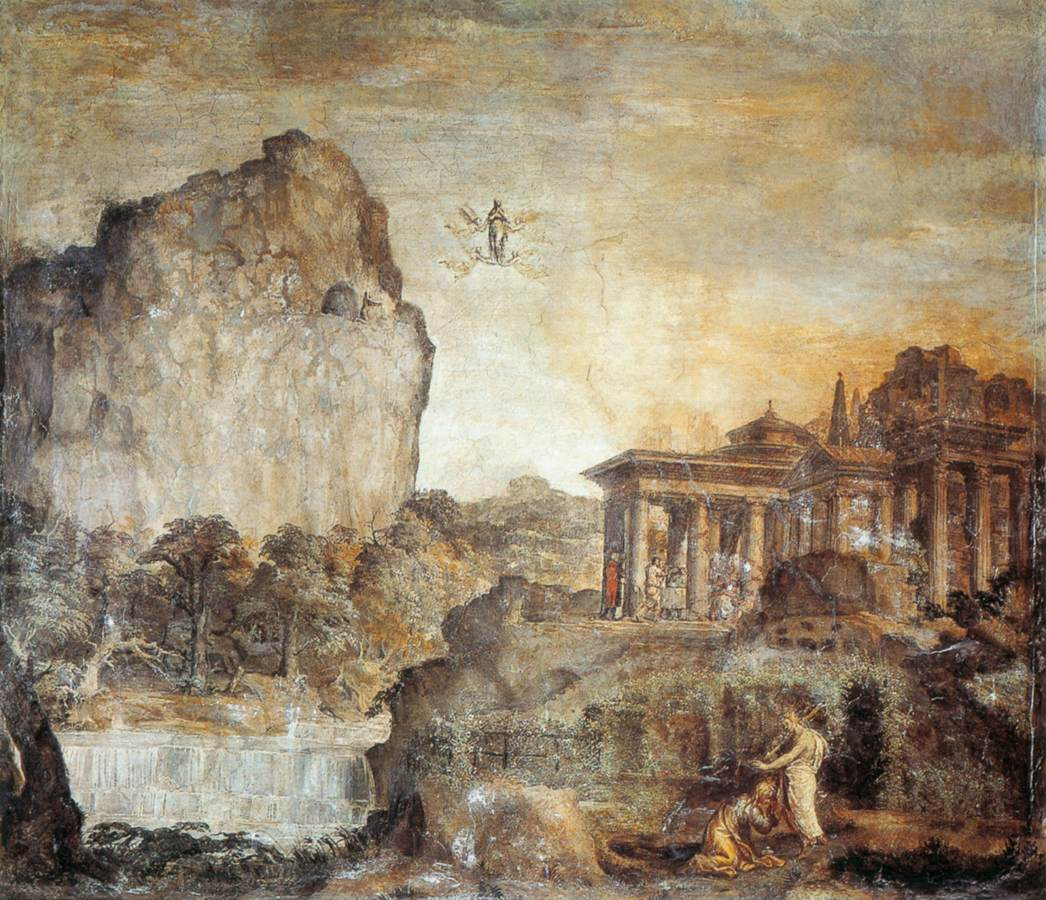
Scener ur den heliga Maria Magdalenas liv av Polidoro da Caravaggio och Maturino da Firenze.
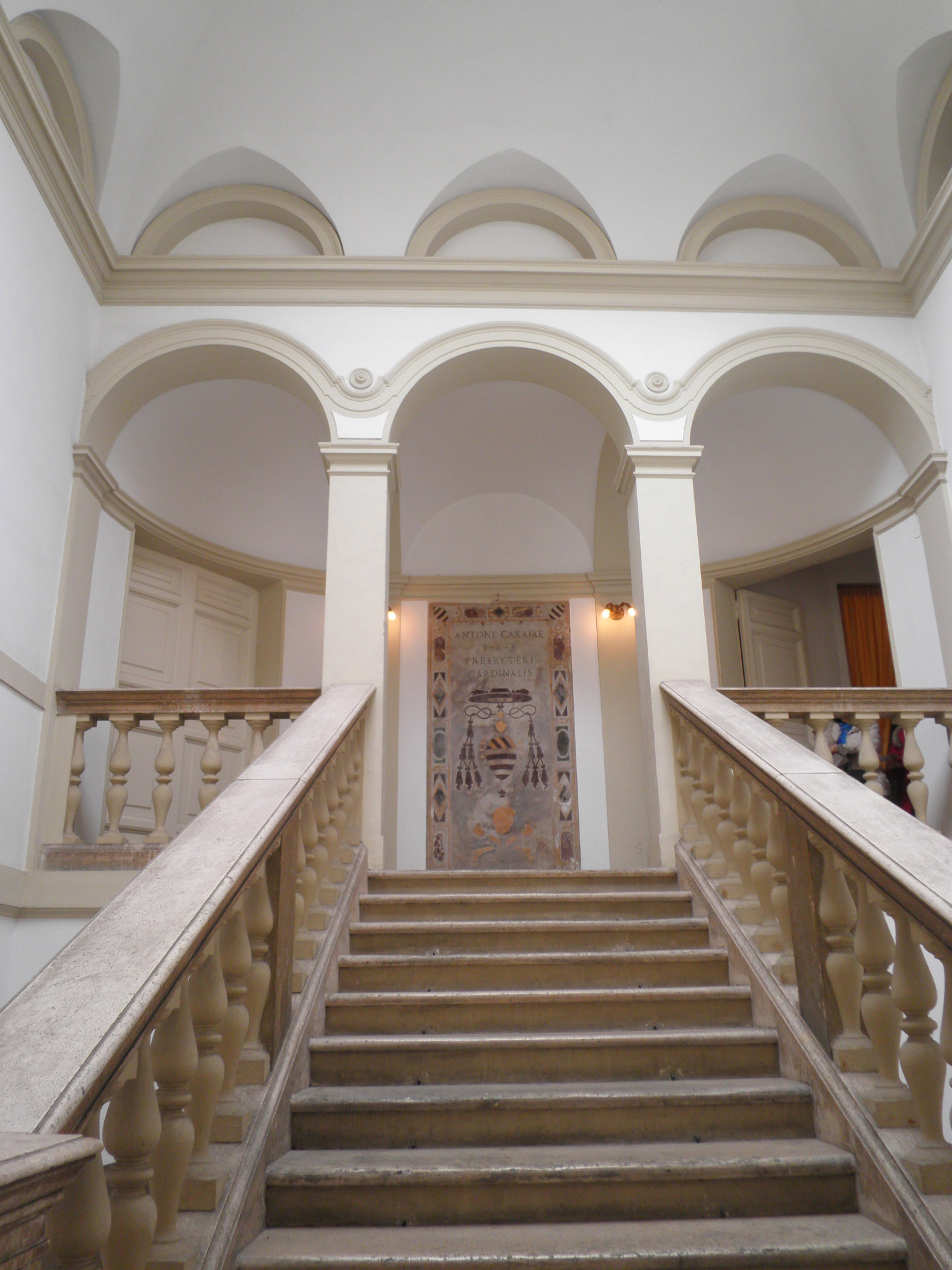
Trappa som leder upp till kyrkorummet.
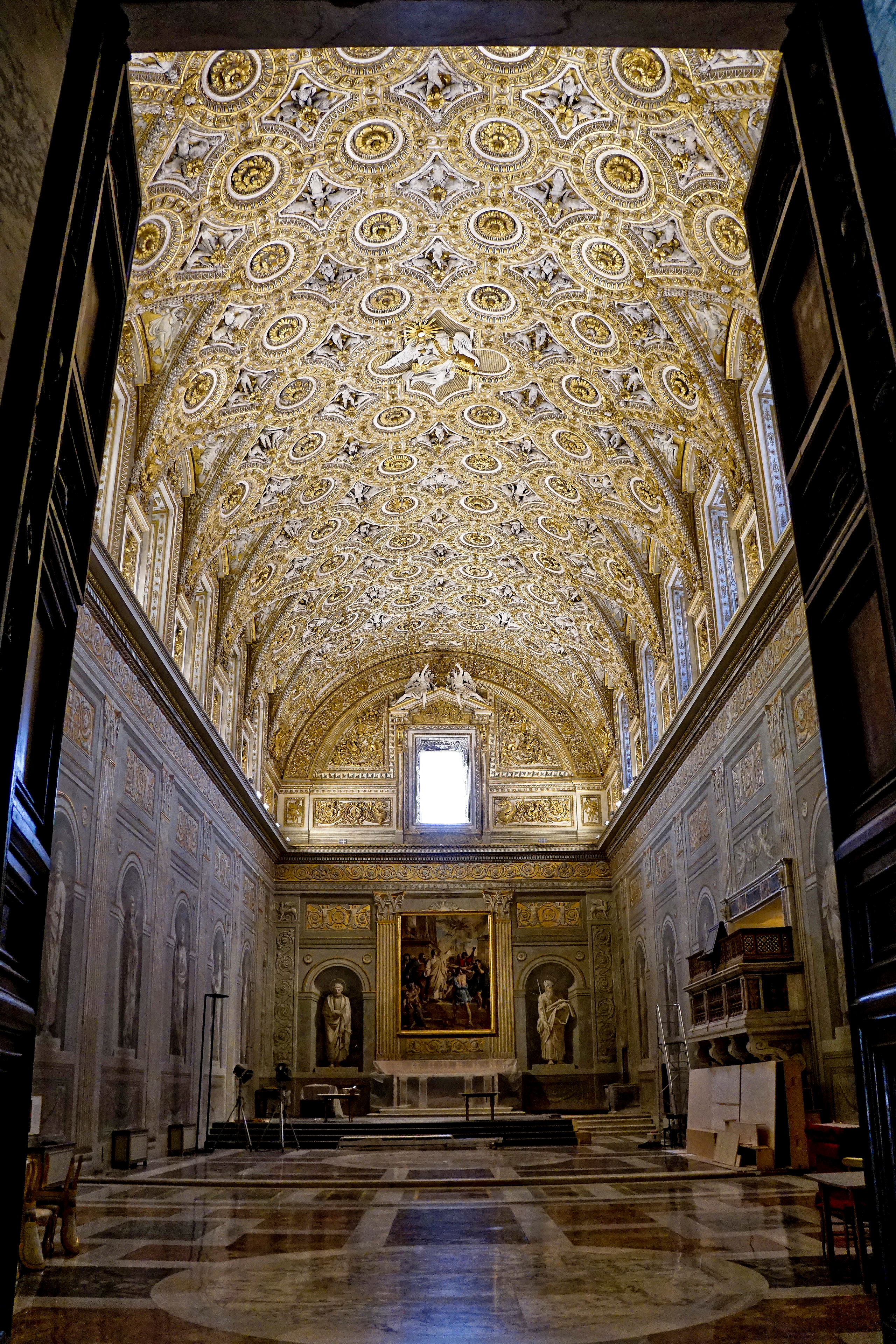
Cappella Paolina, Palazzo del Quirinale.

### Fotnoter
1. ↑  ”Vicariatus Urbis: Chiesa rettoria San Silvestro al Quirinale”. Arkiverad från originalet den 27 mars 2016. https://web.archive.org/web/20160327211407/http://www.vicariatusurbis.org/?page_id=188&ID=847. Läst 13 april 2015.